# Neumühle (Altscheid)
Neumühle ist ein Weiler der Ortsgemeinden Altscheid und Feilsdorf im Eifelkreis Bitburg-Prüm in Rheinland-Pfalz.

## Geographische Lage
Neumühle liegt nördlich von Feilsdorf (Entfernung: 2,2 km) und südöstlich von Altscheid (Entfernung: 2,4 km) in einem schmalen Tal. Der östliche Teil des Weilers gehört zu Altscheid in der Verbandsgemeinde Südeifel und der westliche Teil zu Feilsdorf in der Verbandsgemeinde Bitburger-Land. Der Weiler ist von wenigen landwirtschaftlichen Nutzflächen sowie umfangreichem Waldbestand umgeben. Im Weiler mündet der Urbach in den Echtersbach.

## Geschichte
Im Weiler wurde einst die namensgebende Mühle am Echtersbach betrieben. Genauere Angaben hierzu liegen nicht vor. Es ist anzunehmen, dass der heutige Weiler aus diesem Einzelgehöft hervorging, welches auf das Jahr 1893 datiert wurde.

## Kultur und Sehenswürdigkeiten

### Mühle und Wegekreuz
Sehenswert ist vor allem die ehemalige Mühle, die mittlerweile zu einem Ferienhof ausgebaut wurde. In der Nähe befindet sich zudem ein Wegekreuz.

### Naherholung
Die Region um Neumühle eignet sich vor allem zum Wandern. Die nächstgelegenen Wanderrouten befinden sich östlich des Weilers in der angrenzenden Ortsgemeinde Koosbüsch. Die Runde von Koosbüsch weist eine Länge von rund 11,7 km auf und führt in die Nähe von Neumühle.

## Wirtschaft und Infrastruktur

### Unternehmen
Im Weiler wird der genannte Ferienhof betrieben.

### Verkehr
Es existiert eine regelmäßige Busverbindung ab Altscheid und Feilsdorf.
Neumühle ist lediglich durch eine Gemeindestraße erschlossen. Wenig östlich verläuft die Landesstraße 9 von Koosbüsch nach Altscheid.